# تری‌اکسید مولیبدن
تری‌اکسید مولیبدن (به انگلیسی: Molybdenum trioxide) یک ترکیب شیمیایی است. شکل ظاهری این ترکیب، جامد خاکستری یا آبی روشن است.این ترکیب از تشویه ی سولفور مولیبدن در کوره های تشویه بدست می آید و پیش ماده ی مورد استفاده برای تولید فرو مولیبدن می باشد.